# Lindsay Dracass
Lindsay Dracass (née le 3 septembre 1984 à Sheffield) est une chanteuse anglaise.

## Biographie
Elle est découverte à treize ans par Alan Wood. Elle est amenée au studio d'Alan Kirk, les démos qu'elle enregistre sont joués par Peter Van Hooke qui la fait signer dans sa maison de disque puis un contrat d'enregistrement avec Universal.
À 16 ans, elle est sélectionnée lors d'un programme de la BBC Television, A Song for Europe, pour représenter le Royaume-Uni au Concours Eurovision de la chanson 2001. Avec la chanson No Dream Impossible, elle est la 16e participante dans la soirée ; la chanson finit avec 28 points à la 15e place. Le single atteint la 32e place des ventes lors de sa sortie en mai.
Lindsay Dracass fait ensuite une tournée en Europe avec Paul Carrack et son groupe.

## Source de la traduction
- (en) Cet article est partiellement ou en totalité issu de l’article de Wikipédia en anglais intitulé « Lindsay Dracass » (voir la liste des auteurs).